# IC 883
IC 883 је галаксија у сазвјежђу Ловачки пси која се налази на листи објеката дубоког неба у Индекс каталогу.
Деклинација објекта је + 34° 8' 19" а ректасцензија 13h 20m 35,5s. Привидна величина (магнитуда) објекта IC 883 износи 13,9 а фотографска магнитуда 14,5. IC 883 је још познат и под ознакама UGC 8387, CGCG 189-54, 1ZW 56, ARP 193, VV 821, PRC D-25, IRAS 13183+3423, PGC 46560.